# Mandoloncello

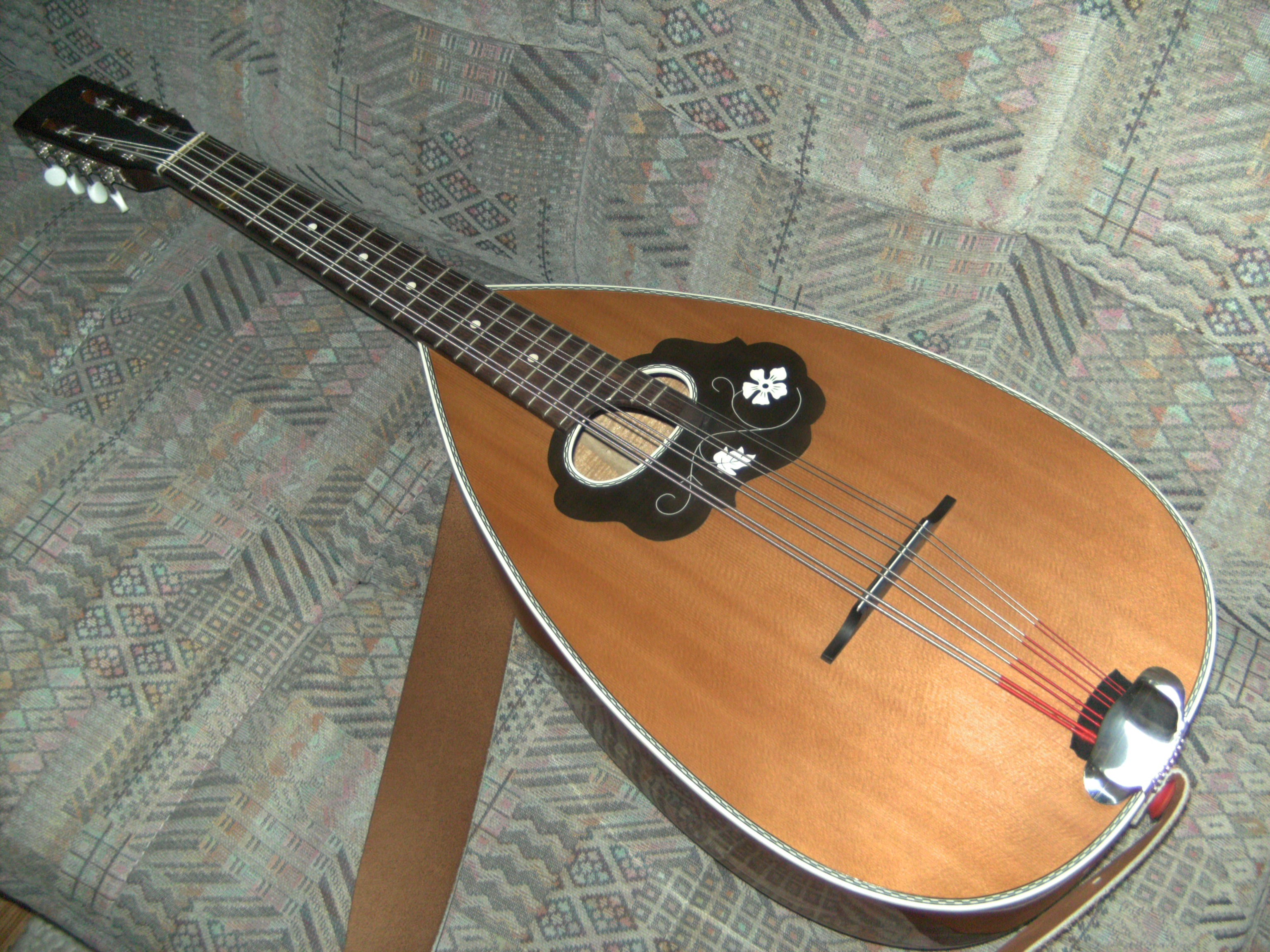
Mandoloncello von Günter Penzel, Markneukirchen, Deutschland (1988) in portugiesischer Bauform

Das Mandoloncello, auch Mandocello, ist ein Zupfinstrument aus der Mandolinfamilie. Es hat 8 Saiten, die doppelchörig in Quinten gestimmt sind. Es ist größer als eine Mandoline und tiefer in CC–GG-dd–aa gestimmt. Das Mandoloncello entspricht in seiner Stimmung dem Violoncello der Violinfamilie.

## Bauform

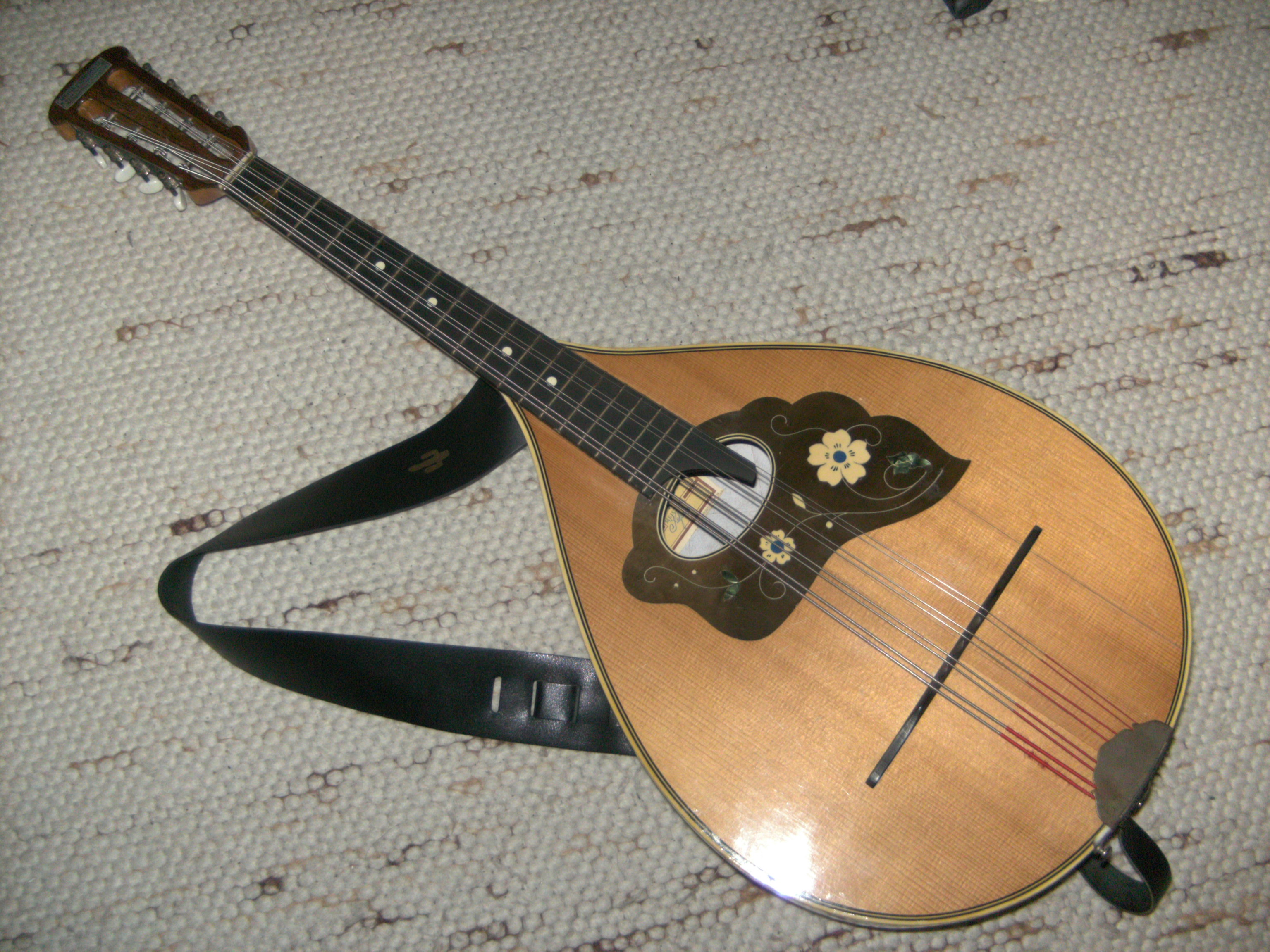
Mandoloncello von Meinel & Herold, Klingenthal, Deutschland, portugiesische Bauweise, Baujahr unbekannt

Das Mandoloncello ist ähnlich wie die Mandoline aufgebaut. Der Rücken des Instruments kann sowohl die für die Mandoline bekannte runde Form haben, als auch flach sein. Die Konstruktion mit einem flachen Rücken geht auf die Designs der Gibson Guitar Corporation zurück, welche dieses im frühen 20. Jahrhundert in den USA populär machte.
Das Mandoloncello ist normalerweise mit 4 Saitenpaaren bespannt, welche in CC-GG-dd-aa gestimmt sind. Meist wird seine Stimme im Bassschlüssel notiert. In deutschen Notenausgaben allerdings auch oft im nach unten oktavierenden Violinschlüssel.  Auf Grund der enormen Dicke der C-Saite, entfernen manche Mandoloncellospieler eine dieser, um ein Klappern zu verhindern und somit angenehmer fortissimo spielen zu können.  Das 10-saitige Mandoloncello erhält ein zusätzliches Paar E-Saiten, so dass die Stimmung nun CC–GG–dd–aa–e'e' ist. Ein solches Mandoloncello wird auch als liuto cantabile oder liuto moderno bezeichnet, bleibt aber technisch gesehen weiterhin ein Mandoloncello.	

## Spielweise

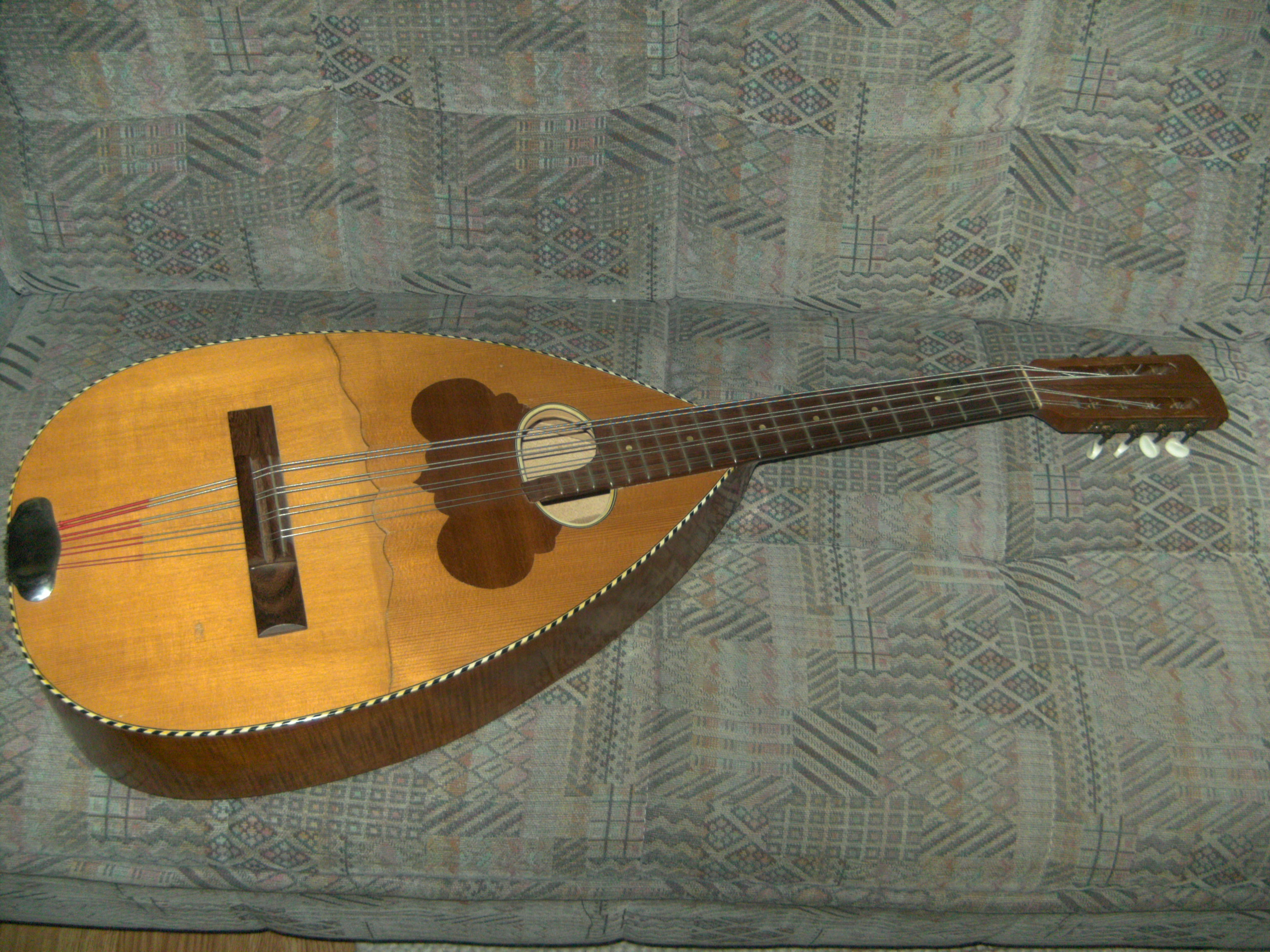
Mandoloncello mit Doppeldecke, Zargen und flachem Boden, Hersteller und Baujahr unbekannt

Das Mandoloncello mit rundem Rücken wird hauptsächlich in Mandolinorchestern und Mandolinenquartetten als Bassinstrument genutzt. Auch findet es Einsatz als Soloinstrument in klassischen Werken, die im Original für ein Cello komponiert wurden. Weiterhin komponierte Raffaele Calace im frühen 20. Jahrhundert einige Stücke speziell für die liuto cantabile. Das Mandoloncello spielt auch eine Rolle im modernen Folk, wie dem Bluegrass, in der keltischen oder italienischen  Volksmusik. Hier wird typischerweise das Mandoloncello mit flachem Rücken genutzt. Als wichtigste Mandocellisten gelten Bill Monroe und Raffaele Calace. Letzterem wird zugesprochen, das Design des Instrumentes perfektioniert zu haben.
In der ersten Hälfte des 20. Jahrhunderts gehörte das Mandoloncello zum Standardinstrumentarium eines Zupforchesters. Jedoch glich sein Tonumfang etwa dem einer üblichen Gitarre, die das Mandoloncello nach und nach in der zweiten Hälfte des 20. Jahrhunderts aus den deutschen Zupforchestern verdrängte. 
In Italien oder Frankreich ist das Mandoloncello jedoch nach wie vor gebräuchlich. Weiterhin findet das Mandoloncello seine Verwendung in der modernen Rockmusik. So nutzte beispielsweise Bon Jovi Gitarrist Richie Sambora ein Mandoloncello in dem Song „Lay Your Hands on Me“ für die akustischen Neuaufnahmen gesammelt auf This Left Feels Right.